# Phantom Limb
Phantom Limb – utwór amerykańskiego zespołu muzycznego Alice in Chains, pochodzący z wydanego w maju 2013 piątego albumu studyjnego The Devil Put Dinosaurs Here. Kompozycja została zamieszczona na dziesiątej pozycji. Czas trwania wynosi 7 minut i 7 sekund, co sprawia, że jest najdłuższym utworem wchodzącym w skład wydawnictwa. Autorem tekstu jest William DuVall, muzykę skomponowali wszyscy członkowie zespołu.

## Historia nagrywania
W wywiadzie udzielonemu brytyjskiemu magazynowi on-line Drowned in Sound z listopada 2013, William DuVall wypowiedział się na temat historii nagrywania utworu: „«Phantom Limb» to demo, które otrzymałem i natychmiast na nie zareagowałem – napisałem do niego słowa od razu. W ciągu kilku minut stworzyłem już parę linijek, a następnego dnia, mieliśmy już cały kawałek. Wszystko działo się dość szybko, w ciągu 48 godzin od otrzymania piosenki, odesłałem im w pełni uformowany utwór. Nagrywanie w studio było tak naprawdę odtworzeniem tego co już zrobiłem w domu. Singel nigdy nie miał solówki, więc pewnego razu, kiedy byliśmy już w trakcie zaawansowanych nagrań, Cantrell podszedł do mnie i zapytał: «chcesz zagrać solo w tym utworze, bo ja nie mam nic»”.

## Znaczenie tekstu, analiza
W rozmowie z brytyjskim tygodnikiem „Kerrang!”, DuVall odniósł się do interpretacji warstwy lirycznej: „Każdy z nas przeżył zdarzenie, gdzie mógł poczuć się jak główny bohater filmu 127 godzin – górski wspinacz, który wpadł w pułapkę, i w konsekwencji był zmuszony uciąć sobie dłoń – więc pisałem to z tej perspektywy”. Muzyk zaznaczył, że tekst reprezentuje więcej surwiwalizmu.
Tytuł utworu „Phantom Limb” odnosi się do neurologicznego zjawiska tzw. „kończyn fantomowych”, charakteryzujących się odczuwaniem bólu w miejscu nieistniejącej, amputowanej kończyny.
Brzmienie utworu charakteryzuje się ciężkim, melodyjnym i progresywnym brzmieniem, nastrojonym o pół tonu w dół według schematu D-G-C-F-A-D oraz częstymi zmianami tempa. Kompozycja posiada także dynamiczne solo autorstwa DuValla, który jednocześnie sprawuje partie wokalu prowadzącego. Muzyk wykorzystał w utworze model gitary Gibson Les Paul i wzmacniacz firmy Marshall Amplification.

## Teledysk
Do utworu zrealizowany został teledysk w reżyserii Roberta „Roboshobo” Schobera, który wcześniej odpowiedzialny był za wideoklipy do kompozycji „Hollow” i „Stone”. Fabuła teledysku opowiada historię dwóch mężczyzn – starszego i młodszego – którzy stanowią swoje wzajemne przeciwieństwa. Młodszy mężczyzna, przypominający postać graną przez Matta Dillona z filmu Samotnicy z 1992, zmuszony przez los, odwiedza starszego mężczyznę w jego domu, po czym zaczyna go brutalnie atakować. Kory Grow z dwutygodnika „Rolling Stone”, określił 7-minutowy wideoklip mianem „mrocznego i dręczącego”. Teledysk został udostępniony 28 października 2014 za pośrednictwem platformy BitTorrent Bundle, czyli tzw. bramy pozwalającej w legalny sposób dzielić się plikami. W wersji premium, można było dodatkowo uzyskać kulisy nagrywania, listę ujęć oraz dostęp do merchu zespołu.

## Wydanie

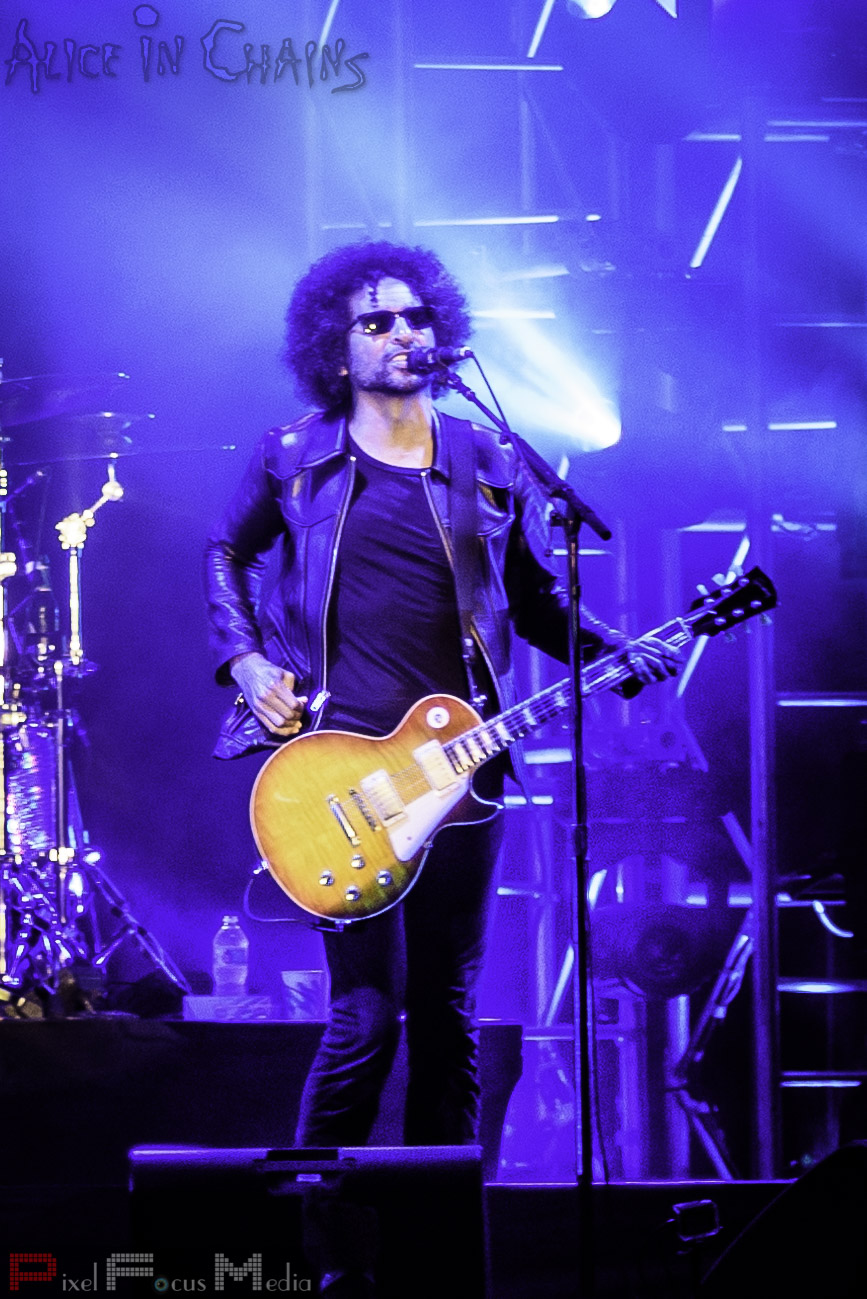
Autor utworu William DuVall, 2016

„Phantom Limb” został omyłkowo zagrany przez stację muzyczną KISW z Seattle, podczas premiery singla „Stone” 26 marca 2013. Skutkiem tego był wyciek utworu do internetu.
W wywiadzie udzielonym pod koniec maja 2013 wortalowi Blabbermouth.net, Jerry Cantrell na pytanie dlaczego podczas premierowych koncertów grupa nie gra większej ilości nowego materiału stwierdził: „Utwory «Stone» i «Hollow» sami udostępniliśmy, natomiast «Phantom Limb» wyciekł, więc gramy je na koncertach. Dawniej dało się pracować nad nowym materiałem na żywo. To było wtedy coś specjalnego dla fanów – może ktoś to nagrał i później krążyło po piwnicach. Ale teraz to wszystko idzie w świat, w gównianej wersji, a nasze ręce są związane. Ludzie to zgrywają, a my tracimy swoje uderzenie. To trudne, naprawdę trudne. Musimy inaczej działać i to jest do bani”.
Fragmenty utworu zaprezentowane zostały w mockumencie AIC 23, który swoją premierę miał w kwietniu 2013.

## Odbiór

### Krytyczny
Jon Hotten z brytyjskiego „Classic Rocka” zaznaczył, że „Phantom Limb” z uwagi na swój ciężar, nawiązuje do bardziej metalowych rozwiązań. Jerzy Gibadło z miesięcznika „Gitarzysta” napisał: „Ten ostatni kawałek to w ogóle najlepsza rzecz na piątej płycie Alicji (…) Wiedziony przez świetny riff główny swobodnie płynie z siłą lodołamacza, a wokalista proponuje wyborną partię wokalną”. Barry Nicolson na łamach tygodnika „NME”, określił riffy kompozycji mianem „magnetycznych”. Jordan Wagner z amerykańskiego pisma „Premier Guitar”, zwrócił uwagę na fakt, że „Phantom Limb” wraz z „Hollow” i „Stone”, jest głównym zapalnikiem całego albumu. Autor zaznaczył przy tym, że utwór jest „gwarancją mniej intensywnego, ale komfortowego i przyjemnego środka płyty”. Jon Dolan z dwutygodnika „Rolling Stone”, partie wokalne DuValla w refrenach utworu, porównuje do charakterystycznego mrocznego stylu śpiewania Staleya. Jack Mancuso ze Sputnikmusic, strony zajmującej się recenzją albumów muzycznych, w swojej ocenie stwierdził: „«Phantom Limb» mimo iż został zamieszczony na dziesiątej pozycji, to należy do centralnej części albumu. Riff DuValla można porównać do karabinu maszynowego strzelającego w zwolnionym tempie”. Chris Kompanek z „The Washington Posta” przyznał, że linie wokalne w utworze charakteryzują się „głębokim i melodyjnym warczeniem”, szczególnie słyszalnym w wersie: „I’ll just haunt you like a phantom limb”.

## Utwór na koncertach
Premiera „Phantom Limb” nastąpiła w trakcie koncertu jaki odbył się 15 maja 2013 w Eagles Ballroom na terenie Milwaukee, w ramach The Devil Put Dinosaurs Here Tour. Łącznie podczas tournée został wykonany ponad dwudziestokrotnie. Utwór pojawiał się także podczas występów w ramach 2015 North American Tour na przełomie lipca i sierpnia.

## Personel
Opracowano na podstawie materiału źródłowego:
|  | Alice in Chains - William DuVall – śpiew, gitara prowadząca - Jerry Cantrell – gitara rytmiczna, wokal wspierający - Mike Inez – gitara basowa - Sean Kinney – perkusja | Produkcja - Producent muzyczny: Nick Raskulinecz - Inżynier dźwięku: Paul Figueroa - Mastering: Ted Jensen w Sterling Sound, Nowy Jork - Miksowanie: Randy Staub w Henson Recording Studios, Los Angeles |